# سیمون باسو
سیمون باسو (انگلیسی: Simone Basso؛ زادهٔ ۲۵ ژوئیهٔ ۱۹۸۲) بازیکن فوتبال اهل ایتالیا است.
از باشگاه‌هایی که در آن بازی کرده‌است می‌توان به باشگاه فوتبال سورنتو کالچو، باشگاه فوتبال اسپتزیا، باشگاه فوتبال تراپانی، باشگاه فوتبال پارما، باشگاه فوتبال فروزینونه، باشگاه فوتبال کروتونه، و باشگاه فوتبال لیورنو اشاره کرد.